# 札幌市立西野第二小学校
札幌市立西野第二小学校（さっぽろしりつ にしのだいにしょうがっこう）は、札幌市西区にある公立小学校。
札幌市立西野中学校が平行して隣接している。2021年現在生徒数680名，21学級である
校舎は4階建てで、3 - 4階の一部が体育館となっている。この校舎構造は同時期に開校した平和通小学校や札苗北小学校をはじめ、1970年代後半に札幌市内で開校した小・中学校にも多く見られる。
札幌市教育委員会の事業である「札幌市学校図書館地域開放事業」の指定校となっている。

## 沿革
1976年3月：西野小学校より児童773名を迎え入れ、開校。
2015年10月：開校40周年記念式典　全校写真・航空写真撮影

## アクセス
札幌市営地下鉄東西線発寒南駅よりJRバスで西野8条8丁目にて下車。